# Конюхов Станіслав Миколайович
Конюхов Станіслав Миколайович (12 квітня 1937, с. Бекренєво, Лезький район, Вологодська область, Росія — 3 квітня 2011, Дніпропетровськ) — український конструктор ракетно-космічної техніки. Генеральний конструктор (з 1991) — Генеральний директор КБ «Південне» ім. М. К. Янгеля (з 1995).
Герой України (2004). Доктор технічних наук (1987), професор (1991). Почесний громадянин Дніпропетровська.
Академік Національної академії наук України (відділення механіки, з грудня 1992); академік Академії інженерних наук України (1992), Міжнародної інженерної академії (1992), Академії космонавтики ім. К.Ціолковського (1994), Нью-йоркської Академії наук (1996), Міжнародної академії астронавтики (1997).
Член Ради з питань науки і науково-технічної політики при Президентові України (з 03.1996); член Комітету з Державних премій України в галузі науки і техніки (з 06.2000).

## Життєпис
Народився 12 квітня 1937 (с. Бекренєво, Лезький район, Вологодська область, Росія).
1959 закінчив фізико-технічний факультет Дніпропетровського університету.
З 1959 — працює в ДКБ «Південне» ім. М. К. Янгеля
З 1991 — генеральний конструктор.
З 1987 по 1992 — завідувач кафедри системного проектування Інституту підвищення кваліфікації МЗМ СРСР.
Віце-президент Міжнародної академії астронавтики (з 10.2004).
У березні 2006 — кандидат в народні депутати України від ППСУ, № 2 в списку. На час виборів: Генеральний конструктор — Генеральний директор ДКБ «Південне» ім. М. К. Янгеля, безпартійний.
3 квітня 2011 року помер у Дніпропетровську від швидкоплинного запалення легенів.
Був похований на Алеї Героїв Запорізького кладовища у Дніпропетровську.

## Відзнаки
- Герой України з врученням ордена Держави[1].
- Почесна відзнака Президента України (1994).
- Лауреат Державної премії СРСР (1977).
- Лауреат Державної премії України в галузі науки і техніки (2001).
- Орден «За заслуги» ІІ ступеня (04.1997), I ступеня (04.2007).
- Орден Дружби (Росія, 1997).
- Орден Пошани (Росія, 2004).
- Орден Трудового Червоного Прапора (1982).
- Заслужений машинобудівник України.
- Лауреат премії ім. М. Янгеля АНУ (1991),
- Лауреат премії Уряду РФ в галузі науки і техніки (2005).
- Золота медаль Ф. В. Уткіна (2003).
- Почесний громадянин Дніпропетровська (посмертно) (2011).

На честь науковця названо астероїд 13005 Станконюхов.

## Наукові праці
Автор та співавтор понад 240 наукових праць в галузі статики і динаміки стійкості, раціональних способів забезпечення просторової орієнтації, механіки взаємодії твердих тіл з перешкодами за гіперзвукових швидкостей, зокрема:
- «М. К. Янгель — головний конструктор ракетно-космічних систем» (1996, «Космічна наука і технологія», т.2, № 2; співав.),
- «Вероятностно-статистические методы проектирования систем космической техники» (1997, співав.),
- «Минометный старт межконтинентальных баллистических ракет» (1997, співав.),
- «Янгель. Уроки и наследие» (2001, співав.).